# Nukuoro
Nukuoro – atol położony w Mikronezji.
Wyspa wchodzi w skład stanu Pohnpei. Nukuoro zamieszkuje 372 mieszkańców (2007), jednak kilkaset Nukuorańczyków zamieszkuje Pohnpei. Całkowita powierzchnia, wliczając lagunę to 40 km², w tym 1,7 km² powierzchni lądowej, która jest podzielona na ponad 40 wysepek położonych na północnej, wschodniej i południowej stronie laguny. Największą wyspą atolu jest wyspa Nukuoro, na której mieszka najwięcej osób i gdzie znajduje się stolica regionu.
Laguna ma 6 km w obwodzie. Do głównych zajęć na wyspie należą rybołówstwo i rolnictwo. Obecnym projektem realizowanym na wyspie jest zakładanie farm ostryg dających czarne perły. Farmy okazały się sukcesem i przynoszą dodatkowy dochód mieszkańcom. Wyspa jest miejscem odległym i trudno dostępnym. Nie posiada pasa startowego, a łodzie pasażerskie przypływają nieregularnie, jedynie raz na kilka miesięcy. Na wyspę nie przybywają turyści, oprócz okazyjnych wizyt żeglujących jachtów. Znajduje się tam szkoła w której są cztery pomieszczenia klasowe. Dzieci powyżej 14 roku życia muszą podróżować do Pohnpei, aby pobierać dalszą naukę.

## Społeczność
Mieszkańcy używają języka nukuoro, który jest blisko spokrewniony z językiem kapingamarangi, a w dalszej kolejności z językiem tokelau. Nukuoro i kapingamarangi są językami z kultur leżących poza tzw. Trójkątem Polinezyjskim. 
Lokalni mieszkańcy twierdzą, że pierwsi ludzie, którzy zamieszkali na wyspie w XVIII w., pochodzili z Tokelau na południowym Pacyfiku.